# Bahnhof Berlin Perleberger Brücke

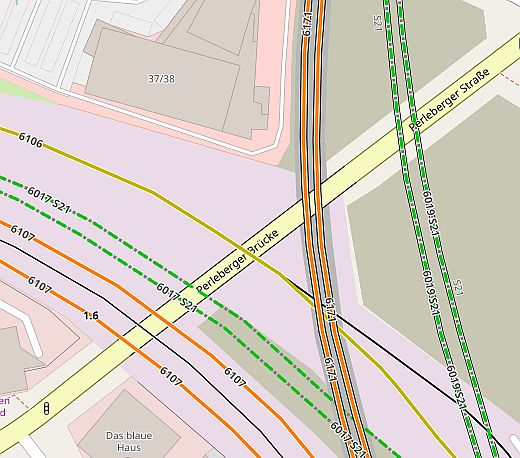
Lage der Perleberger Brücke
(Quelle: OpenRailwayMap)

Der S-Bahnhof Perleberger Brücke ist ein geplanter oberirdischer S-Bahnhof im Berliner Ortsteil Moabit. Der Bahnhof soll an der im Bau befindlichen S-Bahn-Strecke S21 nachträglich errichtet werden, bestehend aus einem Bahnsteig für den Streckenzweig in Richtung Wedding sowie einem Bahnsteig am Streckenzweig in Richtung Westhafen. Die Fertigstellung war ursprünglich für 2026 vorgesehen, aktuell wird mit 2029 gerechnet.

## Lage
Der Bahnhof liegt in Moabit an der Perleberger Brücke rund 200 Meter westlich des Nordhafens. Im Norden liegt der Berlin-Spandauer Schifffahrtskanal, der auf dem Streckenabschnitt nach Wedding überquert wird. Zwischen der S-Bahn und dem Nordhafen befindet sich das Quartier  Heidestraße, ein Teil der nördlichen Europacity, mit Wohnungen und Büros, westlich grenzt das Wohnviertel Moabit an. Der Berliner Hauptbahnhof liegt knapp 1,5 km südlich der Station.
Südlich der Station teilen sich bereits die Strecken vom Hauptbahnhof zu den Bahnhöfen Wedding und Westhafen auf. An beiden Strecken sollen je zwei Bahnsteigkanten entstehen. Der westliche Bahnsteig nach Westhafen ist in Mittellage unterhalb der Straßenbrücke geplant, am östlichen Abzweig nach Wedding sind Seitenbahnsteige an der Spannbetonbrücke über dem HuL-Güterbahnhof mit Zugängen zur Perleberger Straße über die anschließende Stabbogenbrücke vorgesehen. Zusätzlich zu dieser nördlichen Erschließung an die Perleberger Straße auf Höhe der Perleberger Brücke entsteht ein südöstlicher Zugang zur Europacity. Ergänzend wird ein südwestlicher Zugang am Quartiersplatz Lehrter Straße im Rahmen einer Machbarkeitsstudie untersucht.

## Bau
Der Bau eines Haltepunktes an der Perleberger Brücke wurde langer Zeit diskutiert und auch vom Fahrgastverband IGEB gefordert. Der Berliner Senat lehnte den Bau der Station zunächst allerdings ab, solange in der noch nicht fertig erstellten Europacity der Bedarf nicht gegeben war.
Mit voranschreitendem Baufortschritt der S-Bahn-Strecke sowie der Bebauung der Europacity ließ die Senatsverkehrsverwaltung 2020 zunächst Voruntersuchungen für einen Bahnhof beginnen. Nach positiver Kosten-Nutzen-Analyse bestellte das Land Berlin 2021 bei der Deutschen Bahn den Bau des zusätzlichen Bahnhofs.
Während die S-Bahn-Strecke selbst nach mehreren Jahren Verzögerungen im ersten Quartal 2025 mit einem Interimsbahnhof am Hauptbahnhof in Betrieb genommen werden soll, wird der Bahnhof Perleberger Brücke nachträglich eingefügt. Mit dem Bau soll im Zuge der geplanten Streckensperrung 2026 begonnen werden, in deren Rahmen der endgültige S-Bahnhof am Hauptbahnhof errichtet wird. Eine Fertigstellung war ursprünglich für 2026 vorgesehen, aktuell ist dies für 2029 geplant. Erwartet werden 27.000 Fahrgäste täglich, knapp die Hälfte davon sollen Umsteiger vom und in den Busverkehr sein.